# Mariano Roger
Mariano Gabriel Domínguez (8 de julio de 1969), conocido artísticamente como Mariano Roger, es un guitarrista argentino miembro de la banda de rock Babasónicos. Es hijo del actor Rolo Puente.

## Biografía

### Infancia
Sus padres se separaron cuando él tenía alrededor de siete años. Por tal motivo, vivió con su madre en un departamento en Palermo, ciudad de Buenos Aires. Desde muy pequeño gustó de la música. Su primer CD fue “Notorious", de Duran Duran, en el año 1986. En la primaria, Mariano fue un muy buen alumno, asistía a una pequeña escuela cerca de su casa. En la secundaria fue distinto, no estudiaba y era un tanto revoltoso. Sus intereses estaban en otra parte. Para él la secundaria fue "un trance". Posteriormente entró a la universidad a estudiar Administración de empresas. Duró solo tres meses.
Mariano desde siempre tuvo cierta cercanía con la música. Desde pequeño escuchaba música. Así que para él no fue muy difícil saber que su vida estaría estrechamente vinculada con ella. No sabía si sería músico, pero empezó a ir a shows de rock desde su adolescencia y a tocar instrumentos musicales como la batería y la guitarra. Él quería que le enseñaran rock, pero su profesor le enseñaba zambas, así que dejó las clases. También tomó clases de batería, pero sabía que la batería no era un instrumento para tocar solo, sino que necesitaba una banda. Con un amigo, Wenchi Lazo, armó su primera banda. Tocaban covers de Van Halen.

### Inicios
En 1987 creó una banda llamada Serie Negra, que no tuvo buen puerto. Mariano de a poco fue encontrando el rumbo a su carrera musical, empezó a componer música solo, pero ya pensaba en una banda. Trabajó haciendo sonido para cine y ya en 1991 buscaba una banda y tenía plena certeza que quería hacer algo con música, pero no sabía en qué. En ese mismo tiempo se formaba la banda Babasónicos, en la cual tocaban Adrián, Diego, Tuñón, Gabo y Panza. Mariano no empezó a tocar desde el principio con ellos.

### Babasónicos
Panza, en 1991 estudiaba Diseño Industrial en la UBA. Era amigo y compañero de Axel Meyer (hoy conocido diseñador de productos), y que era el bajista de la banda que había formado con Mariano, Serie Negra, y así comenzó todo con los Babasónicos. Panza lo llamó un par de veces, ya que Babasónicos necesitaba un guitarrista y Mariano una nueva banda. Ya en 1992 tenían listo su primer CD, Pasto, desde ahí comenzó su ascendente carrera con Babasónicos. Mariano además de tocar la guitarra, componía.
Algunas de las canciones que compuso incluyen "Sharon Tate" (de Babasónica), "YSL" (de Vedette), "El Ringo", "Gustavo Show" y "Grand Prix" (de Miami), "Pop Silvia" (de Groncho), "Tóxica" (de Jessico), "Sensacional" (de Carolo), "Curtís" (de Infame), "Exámenes" (de Anoche), y "Trans-Algo" (de Discutible), entre otras.

## Vida personal
Mariano es hijo del actor argentino Rolo Puente, quien falleció el 5 de mayo de 2011, a los 71 años de edad. Tiene una hija, fruto de su relación con Natalia Corbetta, nacida el 10 de octubre de 2004 llamada Isabel y es modelo. Está en pareja, desde el 2010, con la  Vestuarista Delfina de Forteza.

## Instrumentos
- Guitarras:

Fender Stratocaster (varios modelos), Gibson Les Paul (varios modelos: Les Paul Gold Top, Les Paul Special), Gibson ES-335 Cherry Red 1972, Epiphone Casino, Gretsch 6129TL - Sparkle Jet, Gibson acústica, Martin F 65 (también se vieron grabaciones en TV con una Martin GT 75 de 12 cuerdas).
- Amplificadores:

Fender Bronco, Fender Twin Reverb, Soldano Hot Rod, Caja Mesa Boogie 4 X 12.
- Efectos:

MXR M104 Distortion +, MXR M159 Tremolo Stereo, Boss DM 2 Analog Delay, MXR Phase 100,
Boss FT 2 Dynamic Filter, Colorsound Wah, Whirlwind Selector AB Pedal.
- Datos: Q5997925